# جنون سرعت: پورشه لگام‌گسیخته
جنون سرعت: پورشه لگام‌گسیخته (به انگلیسی: Need for Speed: Porsche Unleashed) یک بازی ویدئویی مسابقه‌ای منتشر شده توسط شرکت الکترونیک آرتس است. این بازی در تاریخ ۲۴ مارس ۲۰۰۰ عرضه شده و سازنده آن ایدن استودیوز است.

## گیم‌پلی
بازی "جنون سرعت: پورشه لگام‌گسیخته" به بازیکنان اجازه می‌دهد با انواع خودروهای پورشه - از جمله سه مدل مخصوص مسابقه - در پیست‌های مختلف سراسر اروپا رانندگی کنند. این بازی دو حالت حرفه‌ای اصلی ارائه می‌دهد:
در حالت تکامل، بازیکن سفر خود را با خودروهای قدیمی پورشه مثل مدل ۳۵۶ از دهه ۱۹۵۰ آغاز کرده و به تدریج به مدل‌های جدیدتر مثل ۹۹۶ سال ۲۰۰۰ می‌رسد. حالت دوم به نام راننده کارخانه، بازیکن را در چالش‌های متنوعی مثل مسابقات اسلالوم، انجام حرکات نمایشی و رقابت‌های معمول قرار می‌دهد که برای هر کدام خودروهای خاصی در نظر گرفته شده است.
بازیکنان می‌توانند خودروهایشان را با انتخاب از میان طیف وسیعی از قطعات اصلی پورشه و آپشن‌های پس از فروش شخصی‌سازی کنند. نکته جالب اینجاست که نسخه کامپیوتر این بازی برخلاف نسخه‌های قبلی سری، حالت تعقیب و گریز ندارد، هرچند در بعضی مسابقات سرعتی خودروهای پلیس به عنوان مانع ظاهر می‌شوند. اما نسخه پلی‌استیشن ویژگی خاصی دارد که در آن بازیکن باید در مدت زمان مشخص از دست پلیس فرار کند و در حالت دو نفره، نفر دوم می‌تواند نقش مامور پلیس را بازی کند.
این بازی برای اولین بار در مجموعه نیاز به سرعت یک خط داستانی جذاب ارائه می‌دهد که در آن هدف نهایی بازیکن تبدیل شدن به راننده رسمی کارخانه پورشه است. در طول بازی، پنجره‌های مختلفی با عکس‌های واقعی از تیم پورشه و توضیحات مربوط به هر مرحله ظاهر می‌شوند که پیشرفت بازیکن را هم دنبال می‌کنند. در بعضی مراحل مثل مسابقات اسلالوم، علاوه بر زمان تعیین شده، رکورد تیم هم نمایش داده می‌شود که شکستن آن اختیاری است اما اگر بازیکن موفق شود، پیام تبریک خاصی دریافت می‌کند. انواع چالش‌های بازی شامل انجام حرکات آکروباتیک مثل چرخش‌های ۱۸۰ درجه، مسیرهای مارپیچ، تحویل کالا در زمان محدود با وجود مزاحمت پلیس، و مسابقات معمول سرعت و دورپیست می‌شود.

## Need for Speed: Top Speed
یک نسخه مخصوص بازی آنلاین از بازی "جنون سرعت: پورشه رها شده" با نام "جنون سرعت: حداکثر سرعت" منتشر شد. این نسخه به مناسبت اکران فیلم IMAX "حداکثر سرعت" ساخته مک گیلوری فریمن در سال ۲۰۰۲ و همچنین معرفی خودروی پورشه کاین عرضه گردید.
این بازی شامل سه مسیر از نسخه اصلی پورشه رها شده و سه خودروی پورشه شامل:
- پورشه ۹۱۱ (مدل ۹۹۶) توربو
- پورشه ۹۵۹
- پورشه کاین توربو
می‌شد.
دسترسی به این نسخه به صورت رایگان و به عنوان محتوای اضافی همراه با نسخه کامپیوتری بازی "جنون سرعت: تعقیب داغ ۲" ارائه شد. این نسخه یکی از اولین نمونه‌های محتوای قابل دانلود در سری بازی‌های نیاز به سرعت محسوب می‌شود.

## بسته ویژه ۴۰ سالگی مدل ۹۱۱
بسته ویژه "۴۰ سالگی مدل ۹۱۱" در تاریخ ۱۳ نوامبر ۲۰۰۳ منتشر شد و تنها در آلمان عرضه گردید. این نسخه به مناسبت چهلمین سالگرد تولید خودروی پورشه ۹۱۱ ارائه شده بود.
این مجموعه در یک جعبه فلزی مخصوص عرضه می‌شد که شامل نسخه ۳.۴ بازی به همراه تمام به‌روزرسانی‌ها و همچنین موسیقی متن رسمی بازی بود. لازم به ذکر است که این بسته حاوی هیچ محتوای بازی اضافه‌ای نبود و صرفاً یک نسخه کلکسیونی و محدود به شمار می‌رفت.
طراحی خاص و منحصر به فرد جعبه فلزی این مجموعه، آن را به یک آیتم ارزشمند برای کلکسیونرها و علاقه‌مندان سری بازی‌های نیاز به سرعت و خودروهای پورشه تبدیل کرده بود.